# كنيسة القديس لورينزو

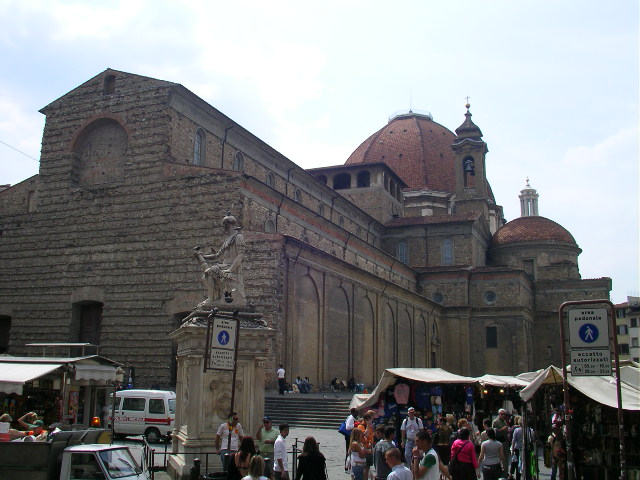
منظر خارجي لكنيسة لورينزو

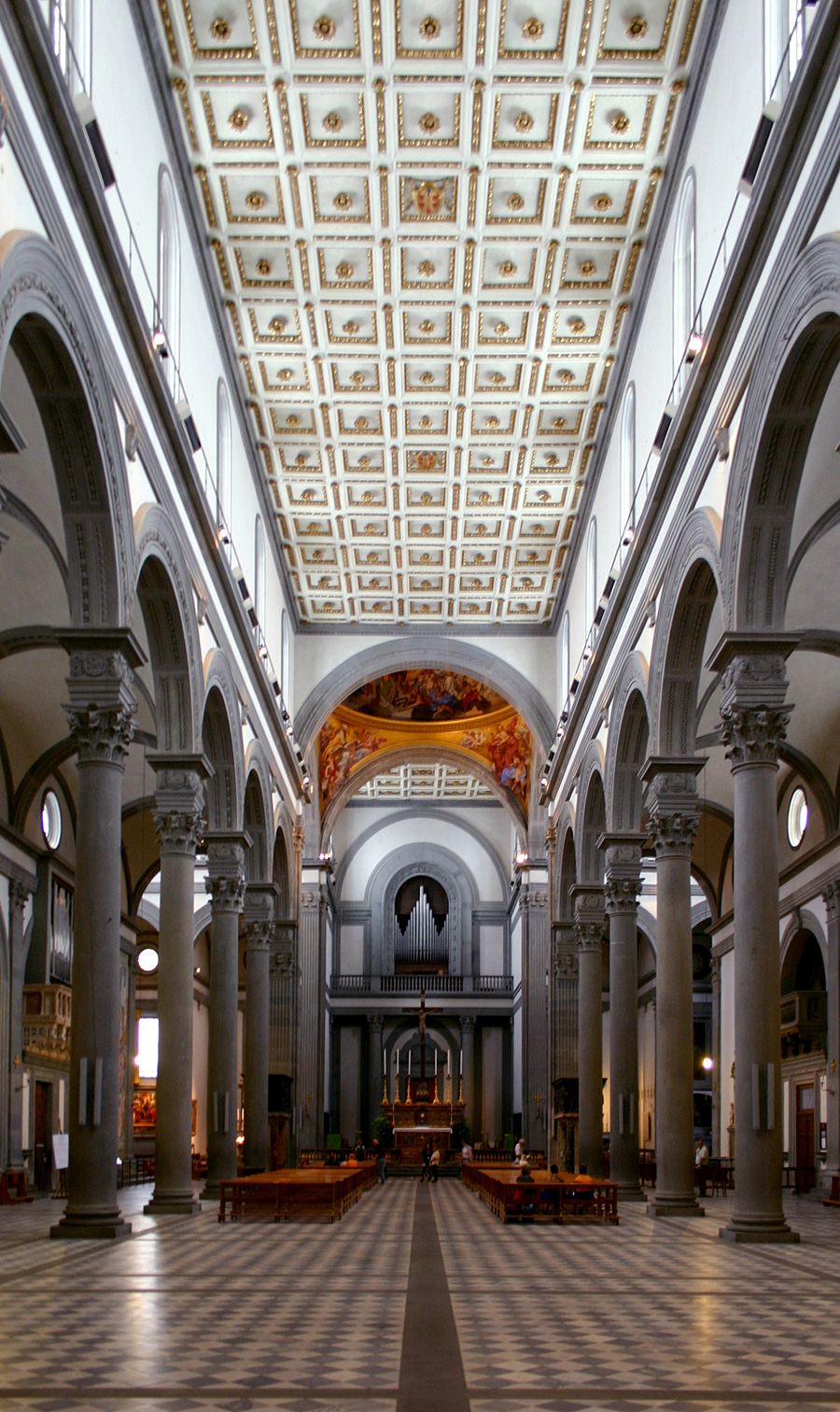
الرواق الرئيسي للكنيسة

كنيسة القديس لورينزو (بالإيطالية: Basilica di San Lorenzo)‏ هي واحدة من أكبر الكنائس في فلورنسا، إيطاليا تقع في مركز المدينة في حي السوق، وهي مكان دفن جميع أعضاء أسرة ديميشي بدءاً من كوزيمو دي ميديشي حتى كوزيمو الثالث. ويعتقد أنها واحدة من أقدم الكنائس في فلورنسا حيث بنيت عام 393.
قامت بدور كاتدرائية المدينة لمدة 300 عام قبل أن ينتقل مكان البيشوب الرئيسي إلى سانتا ريبارتا.
تعتبر من التصاميم المبدعة والتي تعد مثالآ واضحا لعمارة القرون الوسطى والتي احتذى بها المهندسسين اللاحقين بنفس النمط من تصاميم الكنيسة الأولى. فهي تحتوي على رواق واحد يدخل بشكل رئيسي إلى المذبح.

## أعلام
- لورينزو دي ميديشي
- إيفانجيلستا تورشيللي
- دوناتيلو
- كوزيمو دي ميديشي
- نيكولاس ستينو